# Piombino - Livorno

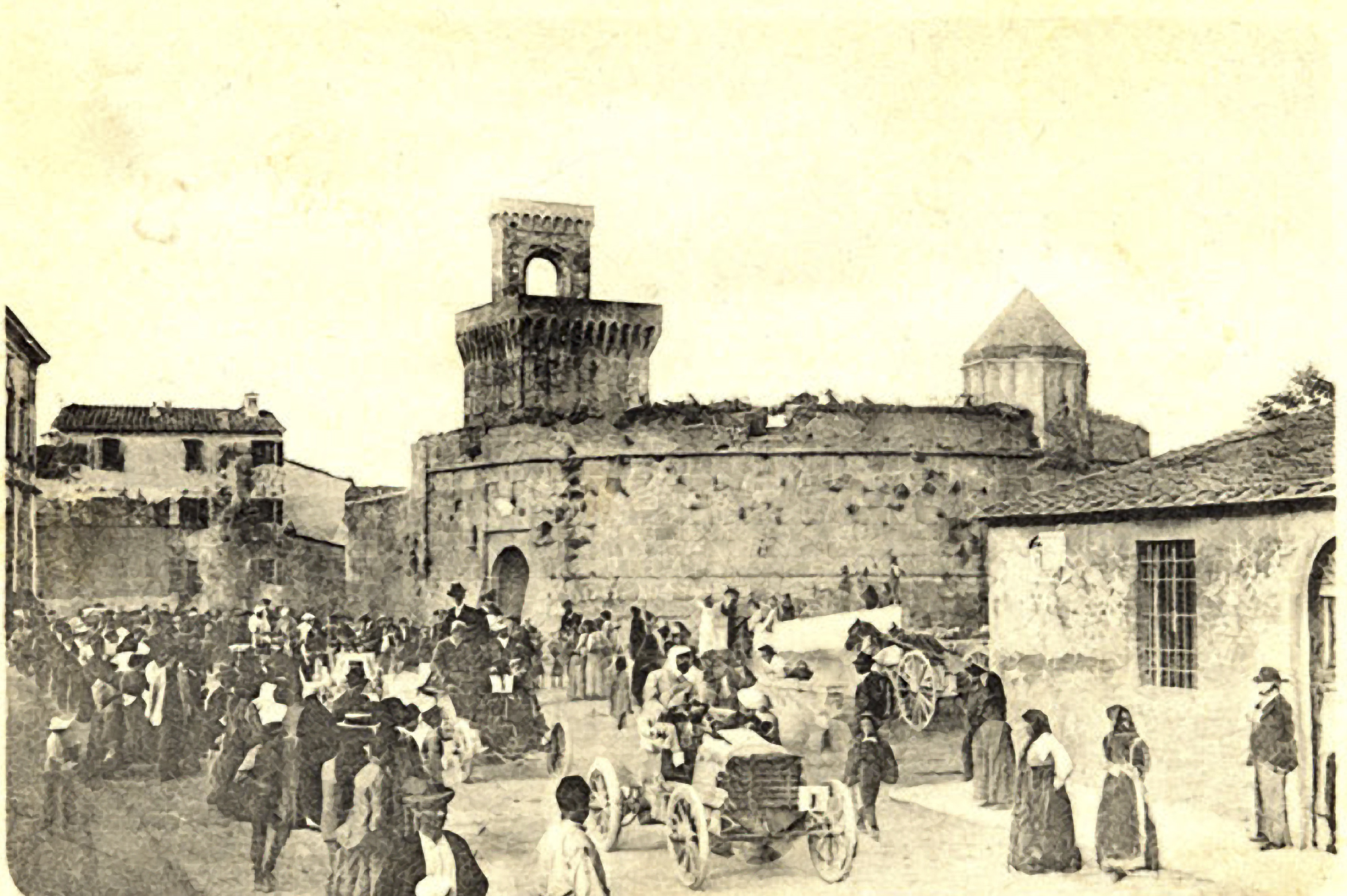
Piombino, 24 agosto 1901, partenza da Porta a Terra

La Piombino – Livorno è stata la prima gara motoristica in Toscana disputata il 24 agosto del 1901.

## La storia
La corsa vide coinvolti il Comitato delle Feste Estive Livornesi, il Comune di Piombino, il Comune di Livorno, la famiglia Della Gherardesca, la famiglia Ginori ed il Touring Club Italiano; ebbe il sostegno della casa di pneumatici Michelin, che offrì premi in denaro ai vincitori, e del Re Vittorio Emanuele III di Savoia, che offrì una medaglia d’oro al vincitore.
In origine la corsa doveva essere la Grosseto – Livorno, su una distanza di 150 km, ma a causa delle abbondanti precipitazioni che resero la strada impraticabile, il percorso fu ridotto a 82 km con partenza da Piombino. La corsa fa parte di un grande evento che si svolse in tre giornate: sabato 24 agosto 1901 si disputò il “Gran Premio di Sua Maestà il Re”, lungo la vecchia via Aurelia, con partenza da Piombino ed arrivo a Livorno; domenica 25 agosto il programma prevedeva una sfilata a Livorno da Antignano al Cisternone, mentre lunedì 26 agosto si svolse una gara di accelerazione di 500 metri da Antignano a San Jacopo e una gara di dirigibilità alla rotonda dell’Ardenza.

## La corsa
I veicoli iscritti alla corsa vennero divisi per categorie: Iᵃ categoria grosse vetture (oltre 1.000 kg), IIᵃ categoria vetture leggere (meno di 1.000 kg), IIIᵃ categoria vetturette (fino a 450 kg), IVᵃ categoria tricicli e Vᵃ categoria motocicli.
La partenza ebbe inizio  nel seguente ordine: grosse vetture, tricicli, vetture leggere, vetturette, motocicli. L’orario di partenza fu anticipato di alcune ore, alle ore 7:30, a causa  delle pessime condizioni della strada, la vecchia via Aurelia, che era ridotta a una palude dalle abbondanti precipitazioni. Nessuna motocicletta arrivò al traguardo: Renzo Mazzoleni su Ceirano 2 ¼ HP si ritirò nei pressi di Vada ed Emanuele Rosselli su Rosselli 2 ¼ HP di sua costruzione si ritirava poco dopo la partenza per l’impraticabilità della strada. 
La Piombino - Livorno è stata la prima competizione su strada vinta dalla Fiat, con il pilota esordiente Felice Nazzaro, anche lui alla sua prima vittoria, a bordo della Fiat 12HP Corsa di proprietà del Conte Camillo della Gherardesca, con il tempo di 1:49:54 alla media di 44,77 km/h.
La corsa fu un grande successo, nonostante le pessime condizioni del tempo. Si svolse senza incidenti nonostante il tram fosse in servizio lungo il percorso.

## Aneddoti
L’equipaggio Cotta - Morandini, iscritto alla corsa con una Darracq, mentre era in viaggio da Torino a Livorno, fu arrestato dai RR. Carabinieri nei pressi di La Spezia a causa di un telegramma che ordinava l’arresto del primo automobilista in transito, ritenuto responsabile di un incidente, furono rilasciati soltanto dopo dieci ore, quando giunse un altro telegramma che informava l’arresto del vero responsabile dell’incidente, troppo tardi per la corsa. Anche il Conte Carlo Biscaretti di Ruffia, con il padre Roberto, partiti da Torino con una Phenix 3 ½ HP, durante la salita del Bracco ebbero delle noie al motore e proseguirono con il treno fino a Livorno dove assistettero alla corsa come spettatori.

## Classifica Piombino Livorno, Gran Premio di Sua Maestà il Re
|      | Pilota            | Marca            | Categoria              | Potenza | Peso     | Proprietario                    |
| ---- | ----------------- | ---------------- | ---------------------- | ------- | -------- | ------------------------------- |
| 1    | Felice Nazzaro    | Fiat 12HP corsa  | Vetture oltre 1.000 kg | 12 hp   | 1.100 kg | Conte Camillo della Gherardesca |
| 2    | Ugobaldo Tonietti | Panhard Levassor | Vetture oltre 1.000 kg | 32 hp   | 1.200 kg | Cavalier Ugobaldo Tonietti      |
| 3    | Gaston Osmond     | De Dion Bouton   | Tricicli               | 6 hp    | 150 kg   | Gaston Osmond                   |
| 4    | Galileo Serafini  | Panhard Levassor | Vetture sotto 1.000 kg | 12 hp   | 650 kg   | Principe Pietro Strozzi         |
| 5    | Guido Trieste     | Florentia        | Vetture sotto 1.000 kg | 8 hp    | 480 kg   | Guido Trieste                   |
| 6    | Ettore Nagliati   | De Dion          | Vetture sotto 1.000 kg | 5 hp    | 480 kg   | Ettore Nagliati                 |
| 7    | Nourry            | De Dion          | Tricicli               | 6 hp    | 150 kg   | Nourry                          |
| 8    | Ernesto Wehreim   | Darracq          | Vetture sotto 1.000 kg | 12 hp   | 480 kg   | Ernesto Wehreim                 |
| Rit. | Emanuele Rosselli | Rosselli         | Motociclette           | 2¼ hp   | 32 kg    | Emanuele Rosselli               |
| Rit. | Renzo Mazzoleni   | Ceirano          | Motociclette           | 2¼ hp   | 32 kg    | Renzo Mazzoleni                 |
| Rit. | ?                 | Panhard Levassor | Vetture oltre 1.000 kg | 12 hp   | 1.100 kg | Commendator Figner              |